# ريان روبنسون (لاعب كرة قدم أمريكية)
ريان روبنسون (بالإنجليزية: Ryan Robinson)‏ هو لاعب كرة قدم أمريكية أمريكي، ولد في 9 ديسمبر 1990 في تشارلستون في الولايات المتحدة.

## وصلات خارجية
- ريان روبنسون على موقع مرجع كرة القدم المحترفة.كوم (الإنجليزية)